# アイコトバ (HOME MADE 家族の曲)
「アイコトバ」とは、HOME MADE 家族の2枚目のシングルである。2004年11月17日発売。

## 収録曲
1. アイコトバ
2. ヒーロー
3. HOME PARTY

## 収録アルバム
- ROCK THE WORLD (#1,#3)
- 〜Heartful Best Songs〜 "Thank You!!" (#2) (Strings Ver.として収録)
- 家宝 〜THE BEST OF HOME MADE 家族〜 (#1)